# Utrechts Conservatorium

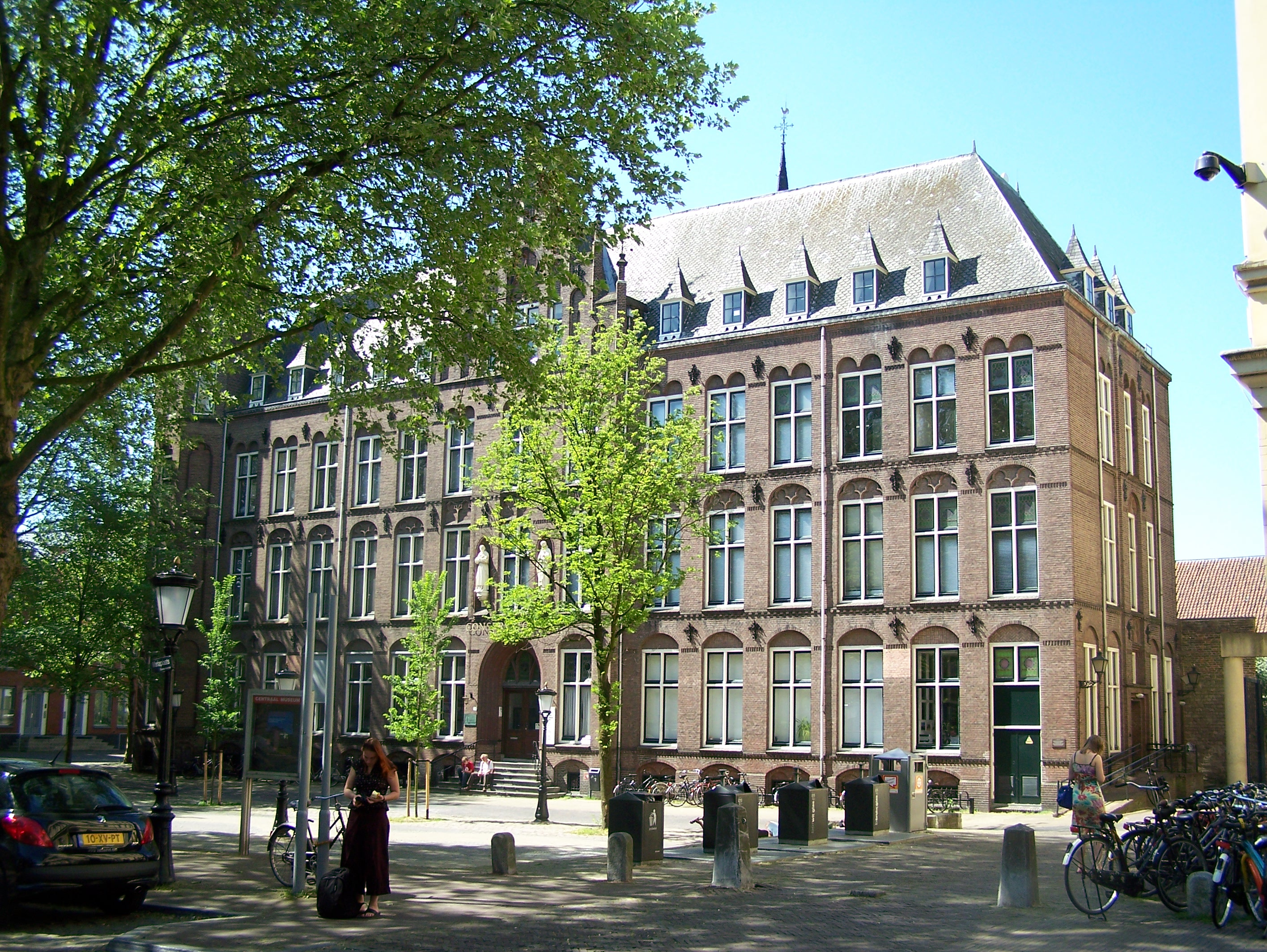
Het voormalige St. Joannes de Deo-ziekenhuis

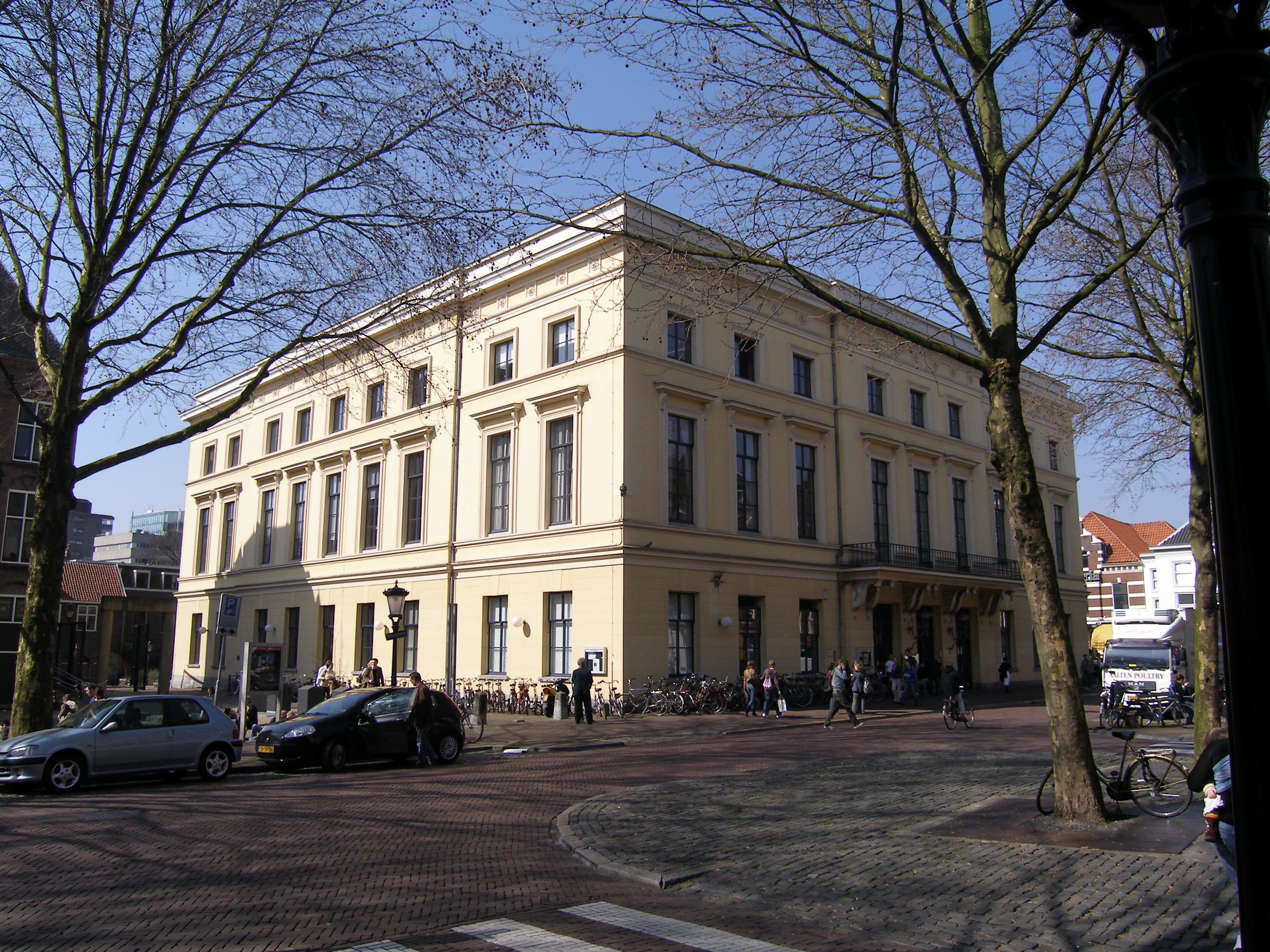
Het Gebouw voor Kunsten en Wetenschappen

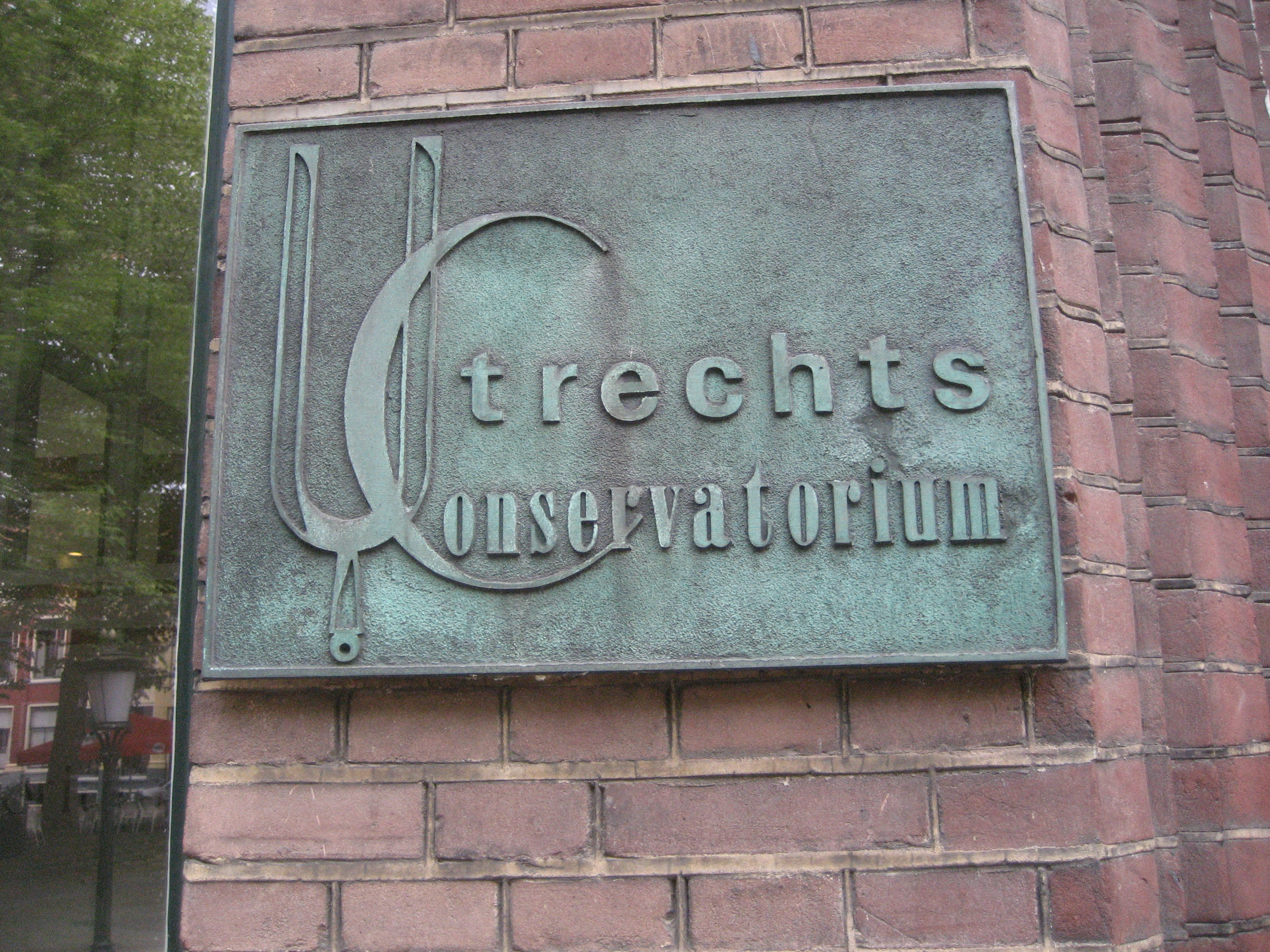
Naambord Utrechts Conservatorium

Het Utrechts Conservatorium is in 1875 opgericht als Toonkunst-Muziekschool en is een van de oudste muziekopleidingen in Nederland. Deze in Utrecht gevestigde opleiding, die grote internationale faam geniet, is sinds 1971 gevestigd in het voormalige concertgebouw, het Gebouw voor Kunsten en Wetenschappen en in het voormalige ziekenhuis St. Joannes de Deo, beide aan de Mariaplaats. Daarnaast is de Nederlandse Beiaardschool in Amersfoort onderdeel van de school.
Het Utrechts Conservatorium is in 1987 met de Beiaardschool en het Nederlands Instituut voor Kerkmuziek opgegaan in de Faculteit Muziek van de Hogeschool voor de Kunsten Utrecht (HKU).
Enkele bekende musici die hun opleiding in Utrecht hebben gehad zijn:
| - Ton Bruynèl - Mirjam van Dam - Wouter Hamel - Janine Jansen - Peter Kardolus - Tristan Keuris - Leo Köhlenberg - Tania Kross | - Jan van de Laar - Tom Löwenthal - Martin Oei - Johan van Oeveren - Willeke Smits - Herman van Veen - Erik Visser (Flairck) - Maaike Widdershoven |

Enkele bekende (oud-)docenten:
| - Henk Alkema - Bert van den Brink - Siebe Henstra - Jeroen den Herder - Philipp Hirshhorn - Hans Kox | - Ton de Leeuw - Viktor Liberman - Charlotte Margiono - Rutger van Mazijk - Abbie de Quant - Edwin Rutten - George Stam - Theo Teunissen | - Emmy Verhey - Zino Vinnikov - Erika Waardenburg - Jan Welmers - Wolfgang Wijdeveld |

## Steyerberg Muziekprijs
Sinds 2014 wordt jaarlijks de Steyerberg Muziekprijs uitgereikt. De prijs is ingesteld voor uitzonderlijk talent onder de bachelor eindexamenkandidaten cello, piano en viool van HKU Utrechts Conservatorium.
Winnaars
- Elize Visser (2014, viool)
- Carolina Bartumeu Rocamora (2015, cello)
- Paul Broek (2016, piano)
- Marie-Claire Boel (2017, viool)
- Sarah Lynn Huizing (2018, viool)
- Veerle Winkelmolen (2019, piano)
- Cecilia van Berkum (2020, viool)
- Godelieve Verhoove (2021, viool)
- Tiago Ferreira Coelho (2022, viool)
- María Rodríguez Estévez (2023, viool)